# Christian Bindhammer
Christian Bindhammer (Landshut, 27 de marzo de 1976) es un deportista alemán que compitió en escalada. Ganó una medalla de bronce en el Campeonato Europeo de Escalada de 1998, en la prueba de dificultad.

## Palmarés internacional
| Campeonato Europeo | Campeonato Europeo   | Campeonato Europeo | Campeonato Europeo |
| Año                | Lugar                | Medalla            | Prueba             |
| ------------------ | -------------------- | ------------------ | ------------------ |
| 1998               | Núremberg (Alemania) | Medalla de bronce  | Dificultad         |